# عبد الإله البشير
عبد الإله البشير (بالإنجليزية: Abdel al-Ilah al-Bachir)‏ هو العميد قائد الجيش السوري الحر، عين يوم 16 فبراير 2014، خلفا للواء سليم إدريس والذي عزله الجيش الحر من رئاسة هيئة أركانه ليعيّن عبد الإله البشير.

## نبذة
لم يكن رئيس أركان الجيش السوري الحر العميد الركن عبد الإله البشير، معروفا كثيرا لدى الأوساط الثورية، قبل تعيينه في منصب قائد الجيش السوري الحر، إذ اقتصرت معرفة الكتائب المعارضة به، على موقعه رئيسا للمجلس العسكري في محافظة القنيطرة التي تتضمن هضبة الجولان، في جنوب سوريا، ومقتل نجله في المعركة ضد النظام في مطلع العام الحالي، بحسب ما أوردت صفحة للجيش الحر على موقع «فيسبوك».
وبشير، هو ضابط قوات برية، خدم في عدد من القطع والتشكيلات العسكرية في الجيش النظامي قبل انشقاقه عام 2012، حيث لجأ إلى قرية جباثا بعد السيطرة عليها مع مجموعة من الضباط الذين كانوا يشكلون المجلس العسكري بالقنيطرة. وسريعا، ساهم بشير في تشكيل المجلس العسكري في محافظة القنيطرة الحدودية مع إسرائيل ثم ترأس قيادته.
ويتحدث ناشطون سوريون عن أن بشير، وفور ترؤسه المجلس العسكري في القنيطرة، انتقل من الجبهة الشمالية للقنيطرة ليعمل على تحرير القطاع الجنوبي، حيث تسلم غرفة العمليات بنفسه وقاد الخطط العسكرية ليحرر أكثر من 90 في المائة من الريف الجنوبي للمحافظة. وعمل بشير على تأمين خطوط إمداد مع محافظة درعا وفتح الطريق بشكل آمن.
وكشف مصدر عسكري في المعارضة السورية لوكالة الأنباء الألمانية أن البشير «كان مدرسا في الأكاديمية العسكرية التي تقع قرب دمشق في حي القابون وهو في العقد السادس من العمر، وأحد أفراد عائلة سوريا نزحت من القنيطرة بفعل الحرب مع إسرائيل»، مشيرا إلى أنه «كان متألما قبل انشقاقه لأن نظام بشار الأسد أوغل في قتل وتشريد ملايين السوريين».
وقال المصدر إن بشير «كان يقول لأصدقائه إن ما يقوم به النظام مع أبناء الشعب السوري أقسى وأشد ألما مما فعلته إسرائيل بالفلسطينيين والسوريين واللبنانيين ولا يمكن السكوت أو البقاء معه».
وكان بشير «يحتقر» النظام السوري، بحسب المصدر العسكري المنشق المقرب منه، وتحديدا «بعد استشهاد أحد أبنائه مطلع العام الحالي في أحد المعارك مع ميليشيات النظام»، مشيرا إلى أن الرئيس الجديد لهيئة الأركان «كان حزينا لمقتل ولده على يد جيش كان يعتقد أنه جيش وطني».
وفيما اقتصرت المعرفة به على العسكريين، عرفه السياسيون في مشاركته في مؤتمر دولي في أغسطس (آب) الماضي، أيد فيه «المقاومة الإيرانية» التي تتمثل في حركة «مجاهدي خلق» الإيرانية المعارضة، قائلا إن المعارضتين السورية والإيرانية يقاتلان عدوا واحدا.